# إيريك فيرناندو بوتيغين
إيريك فيرناندو بوتيغين (بالبرتغالية: Eric Fernando Botteghin) (31 أغسطس 1987 في البرازيل - ) هو لاعب كرة قدم برازيلي في مركز قلب الدفاع. لعب مع بي إي سي زفوله وفاينورد ونادي غرونينغن وناك بريدا.

## وصلات خارجية
- إيريك فيرناندو بوتيغين على موقع قاعدة بيانات كرة القدم.إي يو (الإنجليزية)
- إيريك فيرناندو بوتيغين على موقع Soccerway.com (الإنجليزية)
- إيريك فيرناندو بوتيغين على موقع عالم كرة القدم.نت (الإنجليزية)
- إيريك فيرناندو بوتيغين على موقع AS.com (الإسبانية)